# Grand Prix 1937
Grand Prix-säsongen 1937 innehöll ett EM och många småtävlingar. Europamästare blev Rudolf Caracciola för Mercedes-Benz.

## Slutställning EM
| Placering | Förare                  | Poäng |
| --------- | ----------------------- | ----- |
| 1         | Rudolf Caracciola       | 13    |
| 2         | Manfred von Brauchitsch | 15    |
| 3         | Hermann Lang            | 19    |
| 4         | Christian Kautz         | 19    |
| 5         | Hans Stuck              | 20    |
| 6         | Raymond Sommer          | 27    |

## Grand Prix i EM
| Grand Prix           | Bana              | Vinnande förare         | Vinnande tillverkare |
| -------------------- | ----------------- | ----------------------- | -------------------- |
| Belgiens Grand Prix  | Spa-Francorchamps | Rudolf Hasse            | Auto Union           |
| Tysklands Grand Prix | Nürburgring       | Rudolf Caracciola       | Mercedes-Benz        |
| Monacos Grand Prix   | Monte Carlo       | Manfred von Brauchitsch | Mercedes-Benz        |
| Schweiz Grand Prix   | Bremgarten        | Rudolf Caracciola       | Mercedes-Benz        |
| Italiens Grand Prix  | Livorno           | Rudolf Caracciola       | Mercedes-Benz        |

## Grand Prix utanför mästerskapet
| Grand Prix                  | Bana            | Vinnande förare       | Vinnande tillverkare |
| --------------------------- | --------------- | --------------------- | -------------------- |
| Turins Grand Prix           | Valentino Park  | Antonio Brivio        | Alfa Romeo           |
| Neapels Grand Prix          | Posillipo       | Tazio Nuvolari        | Alfa Romeo           |
| Campbell Trophy             | Brooklands      | Prince Bira           | Delage               |
| Tripolis Grand Prix         | Mellaha         | Hermann Lang          | Mercedes-Benz        |
| Finlands Grand Prix         | Djurgårdsloppet | Hans Rüesch           | Alfa Romeo           |
| Frontières Grand Prix       | Chimay          | Hans Rüesch           | Alfa Romeo           |
| Avusrennen                  | Avus            | Hermann Lang          | Mercedes-Benz        |
| Superba Grand Prix          | Genoa           | Carlo Felice Trossi   | Alfa Romeo           |
| Rumäniens Grand Prix        | Bukarest        | Hans Rüesch           | Alfa Romeo           |
| Rio de Janeiros Grand Prix  | Gávea           | Carlo Maria Pintacuda | Alfa Romeo           |
| Eifelrennen                 | Nürburgring     | Bernd Rosemeyer       | Auto Union           |
| Milanos Grand Prix          | Milano          | Tazio Nuvolari        | Alfa Romeo           |
| Vanderbilt Cup              | Roosevelt Field | Bernd Rosemeyer       | Auto Union           |
| Vila Reals Grand Prix       | Vila Real       | Vasco do Sameiro      | Alfa Romeo           |
| Coppa Acerbo                | Pescara         | Bernd Rosemeyer       | Auto Union           |
| Portugals Grand Prix        | Estoril         | Manoel de Oliviera    | Ford                 |
| Junior Car Club 200 miles   | Donington Park  | Arthur Dobson         | ERA                  |
| Tjeckoslovakiens Grand Prix | Brno            | Rudolf Caracciola     | Mercedes-Benz        |
| Doningtons Grand Prix       | Donington Park  | Bernd Rosemeyer       | Auto Union           |
| Mountain Championships      | Brooklands      | Hans Rüesch           | Alfa Romeo           |
| Kalastajatorpanojo          | Helsingfors     | Karl Ebb              | Mercedes-Benz        |